# Esperança da Costa
Esperança Maria Eduardo Francisco da Costa (Luanda, 3 de maig de 1961) és una biòloga, investigadora, professora universitària i política angolesa.
Va ser inscrita com a candidata número 2 a la llista del partit Moviment Popular per a l'Alliberament d'Angola (MPLA) per a les eleccions generals angoleses de 2022 i es va convertir en vicepresidenta d'Angola el 15 de setembre de 2022.

## Biografia
Esperança da Costa va néixer el 3 de maig de 1961, al Barri Indígena (actual barri Nelito Soares) a la ciutat de Luanda.
Va ingressar al Centre Preuniversitari el 1978 a la Facultat de Ciències de la Universitat Agostinho Neto.
Va estudiar biologia a la Universitat Agostinho Neto a partir de 1979, graduant-se el 1985. Entre el1983-1984 es va especialitzar al Centre de Botànica de l'Institut del Recerques Científiques Tropicals a Lisboa, Portugal, amb una beca conjunta de la Fundació Calouste Gulbenkian i l'Institut Nacional de Gestió de Beques (INAGBE).
Durant el procés de descolonització del país, va integrar la Joventut del Moviment Popular per a l'Alliberament d'Angola (JMPLA) i l'Organització de la Dona Angolesa (OMA), òrgans del partit MPLA.
De retorn a Luanda, va ser nomenada assistent de biologia vegetal en la Universitat Agostinho Neto, assumint la prefectura del departament de biologia el 1986. Entre el 1986 i 1990, va ser responsable pel desenvolupament de l'Herbari de Luanda.
El 1990, va començar un mestratge en productivitat vegetal en la Universitat Tècnica de Lisboa, seguida, el 1992, per un doctorat en fitoecología a la mateixa universitat, completat el 1997.
En tornar a Angola, va ser readmesa com a professora a la Universitat Agostinho Neto, convertint-se en directora de l'Herbari de Luanda i professora adjunta de biologia vegetal.
Després es va convertir en vicedirectora d'Assumptes Científics i, a partir del 2002, vicerectora d'Expansió Universitària de la Universitat Agostinho Neto (càrrec que va ocupar fins al 2007). Entre el 2007 i el 2010, va passar a ser Directora Nacional d'Expansió de l'Ensenyament Superior del Ministeri d'Educació Superior, període en el qual Angola va expandir fortament l'oferta educativa, amb la construcció de campus i noves institucions d'ensenyament superior en tot el territori nacional. Assumeix la direcció del Centre de Botànica de la Universitat Agostinho Neto entre el 2010 i el 2020.
Al camp de la política és ascendida al Comitè Central del Moviment Popular per a l'Alliberament d'Angola (MPLA) el 2019, sent nomenada pel President João Lourenço com a Secretària d'Estat de Pesca el 2020.
Va disputar i va guanyar com a segon nom a la llista del MPLA en les eleccions generals angoleses de 2022. Va assumir el càrrec de Vicepresidenta d'Angola el 15 de setembre de 2022.